# Pægl
Pægl er betegnelse for gammelt dansk mål: 0,0002415 m³ eller 0,2415 liter.
4 pægle var lig med 1 pot.
Blev officielt afskaffet i 1907, men endnu omkring 1950 kunne man høre "en pægl sød" (= 1/4 liter sød mælk). Faktisk kunne man i 1970'erne høre tale om en 'trepæglsflaske' svarende til en vinflaske.